# Canungra
Canungra est une petite ville et localité rurale de la région de la Scenic Rim, dans le Queensland, en Australie,. Au recensement de 2016, Canungra avait une population de 1 229 habitants.